# Mexicana Universal 2025
Mexicana Universal 2025 será la 6.ª edición del certamen Mexicana Universal el cual se realizará en el mes de Agosto del año correspondiente con sede aún por confirmar. Treinta y tres candidatas de toda la República Mexicana y una de la Comunidad mexicana en los Estados Unidos competirán por los diversos títulos que ofrece la organización.
Al final del evento Tania Estrada Mexicana Grand Internacional 2024 coronará a su sucesora.
Esta edición sería desde el 2018 la edición en la cual todos los estados de la República Mexicana estarían representados, así mismo la edición más tardía en realizarse con reinas electas desde el año 2023, lo que representó la renuncia de casi la mitad de las reinas estatales.

## Resultados
| Posición                          | Candidata   |
| Mexicana Grand Internacional 2025 | -           |
| Mexicana Internacional 2025       | -           |
| Mexicana Charm Internacional 2025 | -           |
| Mexicana Hispanoamericana 2025    | -           |
| Mexicana Orb Internacional 2025   | -           |
| Top 10                            | - - - - -   |
| Top 16                            | - - - - - - |

## Candidatas
| Estado              | Candidata                         | Edad | Estatura | Residencia         |
| Aguascalientes      | Mónica López Orozco               | 25   | 1.78     | Aguascalientes     |
| Baja California     | Mariana García Trejo              | 22   | 1.78     | Ensenada           |
| Baja California Sur | Nicole Aguirre Cortés             | 22   | 1.75     | La Paz             |
| Campeche            | Carolina Ortiz Aquino             | 20   | 1.80     | Campeche           |
| Chiapas             | Alicia Archila Molina             | 24   | 1.75     | Tuxtla Gutiérrez   |
| Chihuahua           | Emma Suzana Campoya Magallanes    | 26   | 1.75     | Ciudad Juárez      |
| Ciudad de México    | María Fernanda Ramírez            |      |          | Ciudad de México   |
| Coahuila            | Fernanda González                 | 25   | 1.74     | Saltillo           |
| Colima              | Fernanda Rincón Pérez             | 25   | 1.75     | Manzanillo         |
| Durango             | Paola Rivas Barrera               | 22   | 1.72     | Guadalupe Victoria |
| Estado de México    | Mariana Esthefania Lara García    | 20   | 1.74     | Tenancingo         |
| Estados Unidos      | Layla Herrera Saucedo             | 27   | 1.75     | Denver             |
| Guanajuato          | Grecia García Rincón              | 26   | 1.74     | León               |
| Guerrero            | Norma Lizeth Gochicoa Basurto     | 27   | 1.65     | Acapulco           |
| Hidalgo             | Montserrat Villalva Castillo      | 24   | 1.76     | Mixquiahuala       |
| Jalisco             | Natalia Garibay                   | 25   | 1.76     | Guadalajara        |
| Michoacán           | Patricia Rodríguez Orozco         | 27   | 1.72     | Jacona             |
| Morelos             | Kirssa Marie Coste González       | 25   | 1.68     | Cuernavaca         |
| Nayarit             | Francia Monserrat Cortes Sandoval | 25   | 1.74     | Tepic              |
| Nuevo León          | Valery Sarahí Salazar Garza       | 21   | 1.70     | Monterrey          |
| Oaxaca              | Estefany Luna                     | 26   | 1.73     | Oaxaca             |
| Puebla              | Irache Pérez García               | 20   | 1.75     | Puebla             |
| Querétaro           | Elisa Flores Anaya                | 26   | 1.75     | Querétaro          |
| Quintana Roo        | Blanca Marisol Tejero Avilés      | 27   | 1.78     | Bacalar            |
| San Luis Potosí     | América López Luna                | 23   | 1.72     | San Ciro de Acosta |
| Sinaloa             | Pety Vianey Juárez Elizalde       | 27   | 1.76     | Angostura          |
| Sonora              | Andrea Cebreros Yocupicio         | 29   | 1.70     | Huatabampo         |
| Tabasco             | Diana Paola Martínez Córdova      | 28   | 1.70     | Comalcalco         |
| Tamaulipas          | Rita Zulema Rodríguez Flores      | 26   | 1.75     | Tampico            |
| Tlaxcala            | María Fernanda Sánchez Cervantes  | 27   | 1.72     | Calpulalpan        |
| Veracruz            | Leticia Sabik Salazar Molar       | 25   | 1.71     | Tuxpan             |
| Yucatán             | Melissa del Carmen Payró de la O  | 26   | 1.73     | Mérida             |
| Zacatecas           | Margarita Rodarte Rodríguez       | 27   | 1.69     | Calera             |

## Sobre los Estados en Mexicana Universal 2025

### Reemplazos
- Aguascalientes - Elizabeth de Alba renunció al título estatal y a su participación en la competencia nacional por motivos personales y profesionales, esto a consecuencia del aplazamiento de la final nacional.[22] Fue reemplazada por Mónica López, reina estatal 2025 y quien participaría en la final nacional del 2026.
- Campeche - Paola Gutiérrez renunció al título estatal y a su participación en la competencia nacional por motivos personales y profesionales, esto a consecuencia del aplazamiento de la final nacional.[23] Fue reemplazada por Carolina Ortiz, reina estatal 2025 y quien participaría en la final nacional del 2026.
- Ciudad de México - Michell Palma renunció al título estatal y a su participación en la competencia nacional por motivos personales y profesionales, esto a consecuencia del aplazamiento de la final nacional.[24] Fue reemplazada por María Fernanda Ramírez, reina estatal 2025 y quien participaría en la final nacional del 2026.
- Durango - Andrea Núñez renunció al título estatal y a su participación en la competencia nacional por motivos personales. Su 1.ª finalista Paola Rivas fue nombrada como la nueva representante y titular estatal.
- Estados Unidos - Bibyana Márquez renunció al título nacional y a su participación en la competencia en México por motivos personales. Su 1.ª finalista Sayra García fue nombrada como la nueva representante y titular nacional quien también renunció por cuestiones personales y profesionales meses después. Fueron suplidas por Leyla Herrera.
- Jalisco - Gabriela Reyes renunció al título estatal y a su participación en la competencia nacional debido a su matrimonio, esto a consecuencia del aplazamiento de la final nacional. Fue reemplazada por Natalia Garibay quien era candidata por la corona de Mexicana Universal Jalisco 2025.
- Michoacán - Ana Vega renunció al título estatal y a su participación en la competencia nacional por motivos personales, esto a consecuencia del aplazamiento de la final nacional.[25] Fue reemplazada por Patricia Rodríguez.
- Querétaro - Lorena Ortega renunció al título estatal y a su participación en la competencia nacional por motivos personales y profesionales, esto a consecuencia del aplazamiento de la final nacional.[26] Fue reemplazada por Elisa Flores.
- San Luis Potosí - Geraldine Machado renunció al título estatal y a su participación en la competencia nacional por motivos personales, esto a consecuencia del aplazamiento de la final nacional. Fue reemplazada por Ximena Azanza quien también renunció por cuestiones personales y profesionales meses después. Fueron suplidas por América López.
- Sinaloa - Libia Gavica renunció al título estatal y a su participación en la competencia nacional por motivos personales y profesionales, esto a consecuencia del aplazamiento de la final nacional.[27] Fue reemplazada por Pety Juárez, reina estatal 2025 y quien participaría en la final nacional del 2026.
- Sonora - Gabriela Valverde renunció al título estatal y a su participación en la competencia nacional por motivos personales y profesionales, esto a consecuencia del aplazamiento de la final nacional.[28] Fue reemplaza por Andrea Cebreros.

### Estados designados a la competencia
- Nayarit - Francia Cortes (Posteriormente reina titular Mexicana Universal Nayarit 2023)

### Estados que se retiran de la competencia
- Nayarit - Alondra Azcona renunció al título estatal y a su participación en la competencia nacional, el motivo principal fue la pérdida de la franquicia de Miss Universo, la cual se dio después de su coronación como reina estatal y por ende no tener posibilidad de competir internacionalmente debido a las reglas de competencia ya que es madre y esposa.

### Estados que regresan a la competencia
- Compitieron por última vez en 2022
  -  Chiapas
  -  Tlaxcala

## Crossovers
| Miss Glam World - 2019: Yucatán - Melissa Payró (Top 15) Miss Continente Americano - 2017: Chihuahua - Emma Campoya Miss Teen Mundial - 2017: Baja California Sur - Nicole Aguirre - 2017: Hidalgo - Montserrat Villalva (No Compitió) Miss Teen Americas - 2015: Sinaloa - Pety Juárez Mexicana Universal - 2018: Tamaulipas - Zulema Rodríguez Mexicana Universal USA - 2023: Estados Unidos - Layla Herrera (Designada) - 2021: Estados Unidos - Layla Herrera Miss Globe México - 2018: Yucatán - Melissa Payró (Miss Glam México) Rostro de México - 2015: Sonora - Andrea Cebreros (Top 10) Universal México - 2024: San Luis Potosí - América López Reina Turismo México - 2017: Sonora - Andrea Cebreros (No Compitió) - 2017: Veracruz - Sabik Salazar (1.ª Finalista) Teen Universe México - 2021: Nuevo León - Valery Salazar (Top 15) Miss Teen Mundial México - 2017: Baja California Sur - Nicole Aguirre (Ganadora) - 2017: Hidalgo - Montserrat Villalva (Ganadora) - 2016: Tamaulipas - Zulema Rodríguez Miss Teen Americas México - 2015: Sinaloa - Pety Juárez (Designada) Mexicana Universal Aguascalientes - 2025: Aguascalientes - Mónica López (Ganadora) Mexicana Universal Ciudad de México - 2025: Ciudad de México - Fernanda Ramírez (Ganadora) - 2023: Chihuahua - Emma Campoya (3.ª Finalista) - 2023: Ciudad de México - Fernanda Ramírez - 2021: Ciudad de México - Fernanda Ramírez - 2021: Morelos - Kirssa Coste (2.ª Finalista) Mexicana Universal Colorado - 2021: Estados Unidos - Layla Herrera (Ganadora) Mexicana Universal Durango - 2023: Durango - Paola Rivas (1.ª Finalista) Mexicana Universal Michoacán - 2019: Michoacán - Patricia Rodríguez (1.ª Finalista) Mexicana Universal Nayarit - 2023: Nayarit - Francia Cortes (1.ª Finalista) Mexicana Universal Querétaro - 2022: Querétaro - Elisa Flores Mexicana Universal Quintana Roo - 2022: Quintana Roo - Blanca Tejero | Mexicana Universal Sinaloa - 2025: Sinaloa - Pety Juárez (Ganadora) - 2023: Sinaloa - Pety Juárez (1.ª Finalista) Mexicana Universal Sonora - 2022: Sonora - Andrea Cebreros Mexicana Universal Tamaulipas - 2017: Tamaulipas - Zulema Rodríguez (Designada) Miss Guerrero - 2018: Guerrero - Lizeth Gochicoa Miss Yucatán - 2017: Yucatán - Melissa Payró (2.ª Finalista) Miss Earth Universal Quintana Roo - 2015: Quintana Roo - Blanca Tejero (1.ª Finalista) Miss Globe Yucatán - 2018: Yucatán - Melissa Payró (Ganadora) Miss Grand Sonora - 2015: Sonora - Andrea Cebreros (Ganadora) Universal San Luis Potosí - 2024: San Luis Potosí - América López (Ganadora) Reina Turismo Sonora - 2017: Sonora - Andrea Cebreros (Ganadora) Reina Turismo Veracruz - 2017: Veracruz - Sabik Salazar (Ganadora) Teen Universe Nuevo León - 2020: Nuevo León - Valery Salazar (Ganadora) Miss Teen Mundial Baja California Sur - 2017: Baja California Sur - Nicole Aguirre (Ganadora) Miss Teen Mundial Hidalgo - 2017: Hidalgo - Montserrat Villalva (Ganadora) Miss Teen Mundial Tamaulipas - 2016: Tamaulipas - Zulema Rodríguez (Ganadora) Señorita Tuxpan - 2016: Veracruz - Sabik Salazar (Ganadora) Reina Calafia - 2018: Baja California Sur - Nicole Aguirre (Ganadora) Reina del Carnaval de Tuxpan - 2017: Veracruz - Sabik Salazar (Ganadora) Reina de la Uva - 2023: Aguascalientes - Mónica López (Ganadora) Reina de las Fiestas Patrias Jacona - 2018: Michoacán - Patricia Rodríguez (Ganadora) Reina FENAPO - 2024: San Luis Potosí - América López (Top 10) Reina FENAZA - 2015: Zacatecas - Margarita Rodarte (Princesa) Reina de Reinas Sinaloa - 2015: Sinaloa - Pety Juárez (Ganadora) Reina del Carnaval Angostura - 2015: Sinaloa - Pety Juárez (Ganadora) Señorita Perla del Guadiana - 2018: Durango - Paola Rivas |